# 뤼덴샤이트

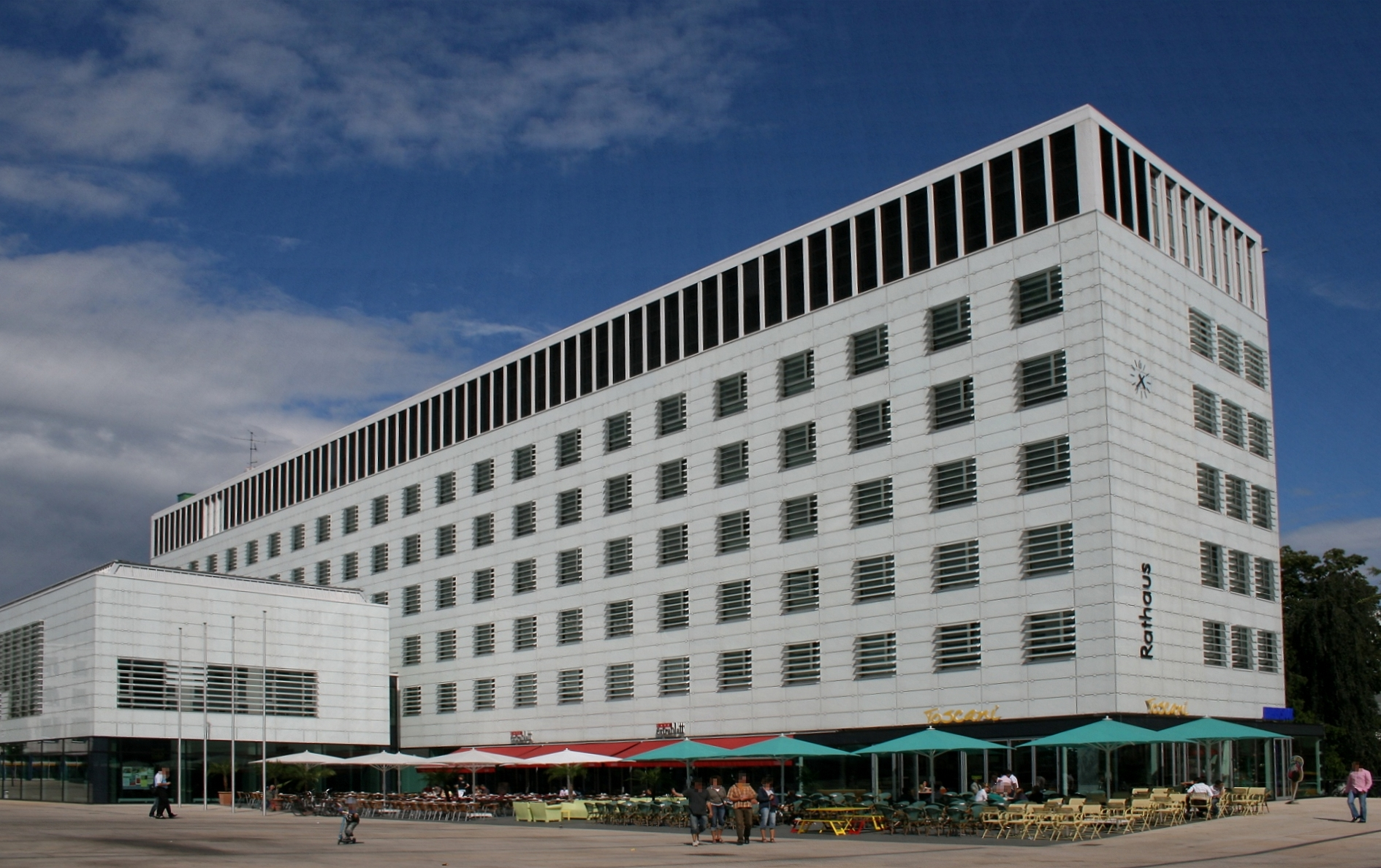
뤼덴샤이트 시청

뤼덴샤이트(독일어: Lüdenscheid)는 독일 노르트라인베스트팔렌주에 위치한 도시로 면적은 86.73km2, 인구는 72,923명(2014년 12월 31일 기준), 인구 밀도는 840명/km2이다. 행정 구역상으로는 아른스베르크 현에 속한다.

시 문장